# Synallaxe à calotte blanche
Cranioleuca albicapilla
Espèce
Statut de conservation UICN

 LC  : Préoccupation mineure
Répartition géographique
Le Synallaxe à calotte blanche (Cranioleuca albicapilla) est une espèce de passereaux de la famille des Cisticolidae.

## Répartition
Cet oiseau est endémique du Pérou.
Il privilégie les zones boisées humides de montagne ainsi que les forêts de nuages et de Polylepis entre 2 400 et 3 650 m d'altitude.

## Liste des sous-espèces
Selon GBIF (17 août 2024) :
- Cranioleuca albicapilla albicapilla (Cabanis, 1873)
- Cranioleuca albicapilla albigula Zimmer, 1924

## Classification
Le nom valide complet (avec auteur) de ce taxon est Cranioleuca albicapilla (Cabanis, 1873).
L'espèce a été initialement classée dans le genre Synallaxis sous le protonyme Synallaxis albicapilla Cabanis, 1873.
Ce taxon porte en français le nom vernaculaire ou normalisé suivant : Synallaxe à calotte blanche.
Cranioleuca albicapilla a pour synonyme :
- Synallaxis albicapilla Cabanis, 1873